# Гавриленко Микола Остапович
Микола Остапович Гавриленко (1908, місто Новомосковськ Катеринославської губернії, тепер Дніпропетровської області — 15 червня 1968, місто Дніпропетровськ) — український радянський і партійний діяч, голова Дніпропетровського міськвиконкому і голова Дніпропетровського облвиконкому. Член Ревізійної Комісії КПУ в 1954—1956 р.

## Біографія
Трудову діяльність розпочав у 1925 році електромонтером на металургійному заводі імені Дзержинського у місті Кам'янському.
У 1930 році закінчив Кам'янський металургійний інститут.
Член ВКП(б) з 1930 року.
У 1930—1939 роках — інженер на підприємствах міста Кам'янського (Дніпродзержинська) Дніпропетровської області.
У 1939—1941 роках — секретар Дніпродзержинського міського комітету КП(б)У; секретар Марганецького міського комітету КП(б)У Дніпропетровської області; 1-й заступник завідувача відділу кадрів ЦК КП(б)У.
Учасник німецько-радянської війни. З 1941 року брав участь у складі оперативної групи при Військовій Раді Південно-Західного фронту в організації партизанського руху в Україні. Служив військовим комісаром штабу партизанських загонів Південно-Західного і Воронезького фронтів.
До квітня 1944 року — заступник завідувача відділу кадрів ЦК КП(б)У.
Із квітня по грудень 1944 року працював завідувачем відділу електростанцій Дніпропетровського обласного комітету КП(б)У.
У грудні 1944 (офіційно 1945) — 1952 року — голова виконавчого комітету Дніпропетровської міської ради депутатів трудящих.
У 1952 (затв. у січні 1953) — грудні 1954 року — голова виконавчого комітету Дніпропетровської обласної ради депутатів трудящих.
До березня 1957 року — заступник керуючого тресту «Головвторчормет» Міністерства чорної металургії Української РСР.
У березні 1957—1963 роках — голова виконавчого комітету Дніпропетровської міської ради депутатів трудящих.
У 1963 — 15 червня 1968 року — заступник начальника главку «Головметалургмонтаж» Міністерства монтажних і спеціальних будівельних робіт Української РСР.

## Звання
- батальйонний комісар

## Нагороди
- два ордени Трудового Червоного Прапора (23.01.1948, 19.07.1958)
- орден Червоної Зірки
- медаль «За перемогу над Німеччиною у Великій Вітчизняній війні 1941—1945 рр.» (1945)
- медалі